# Toke Græsborg

Toke Græsborg (født 12. juni 1982) er en dansk skuespiller og tegnefilmsdubber.
Græsborg er uddannet fra Statens Teaterskole i 2007.
Han har lagt stemme til serien Huset Anubis. I 2009 medvirkede han i opsætningen PPP på Mammutteatret.

## Filmografi
- Dig og mig (2008)
- Flugten (2009)
- Klovn (tv-serie, 2009)